# Hot Latin Songs
Hot Latin Songs (tidigare Hot Latin Tracks och Top Latin Songs) är en hitlista publicerad av tidskriften Billboard. Den anses vara en av de viktigaste hitlistorna för latinopop i USA. Listan har funnits sedan den 6 september 1986, då listan toppades  av "La Guirnalda" med Rocío Dúrcal. Listan baserad på speltid på latinostationerna. Även vissa sånger med text på engelska och portugisiska har legat där. År 1986 introducerades ytterligare tre listor: Latin Pop Airplay, Latin Regional Mexican Airplay samt Latin Tropical Airplay. År 2005 introducerades även listan Rhythm Airplay.